# Seldom Sober Company
Die Seldom Sober Company ist eine Irish-Folk-Band aus Halle an der Saale. Die Band spielt traditionelle irische und schottische Musik sowie eigene Titel, die vornehmlich aus der Feder von Toni Geiling stammen. Ihre Konzerte sind eine Mischung aus virtuos vorgetragener Musik und Comedy. 2005 erschien die CD Just A Little Drizzle – auf Deutsch Nur ein bisschen Nieselregen, 2008 folgte die zweite CD Yeeha! und im Dezember 2012 Music from the Barnyards.

## Diskografie
- 2005: Just a Little Drizzle
- 2008: YeeHa!
- 2012: Music from the Barnyards
- 2024 20 Jahre Live